# Jean-Andoche Junot

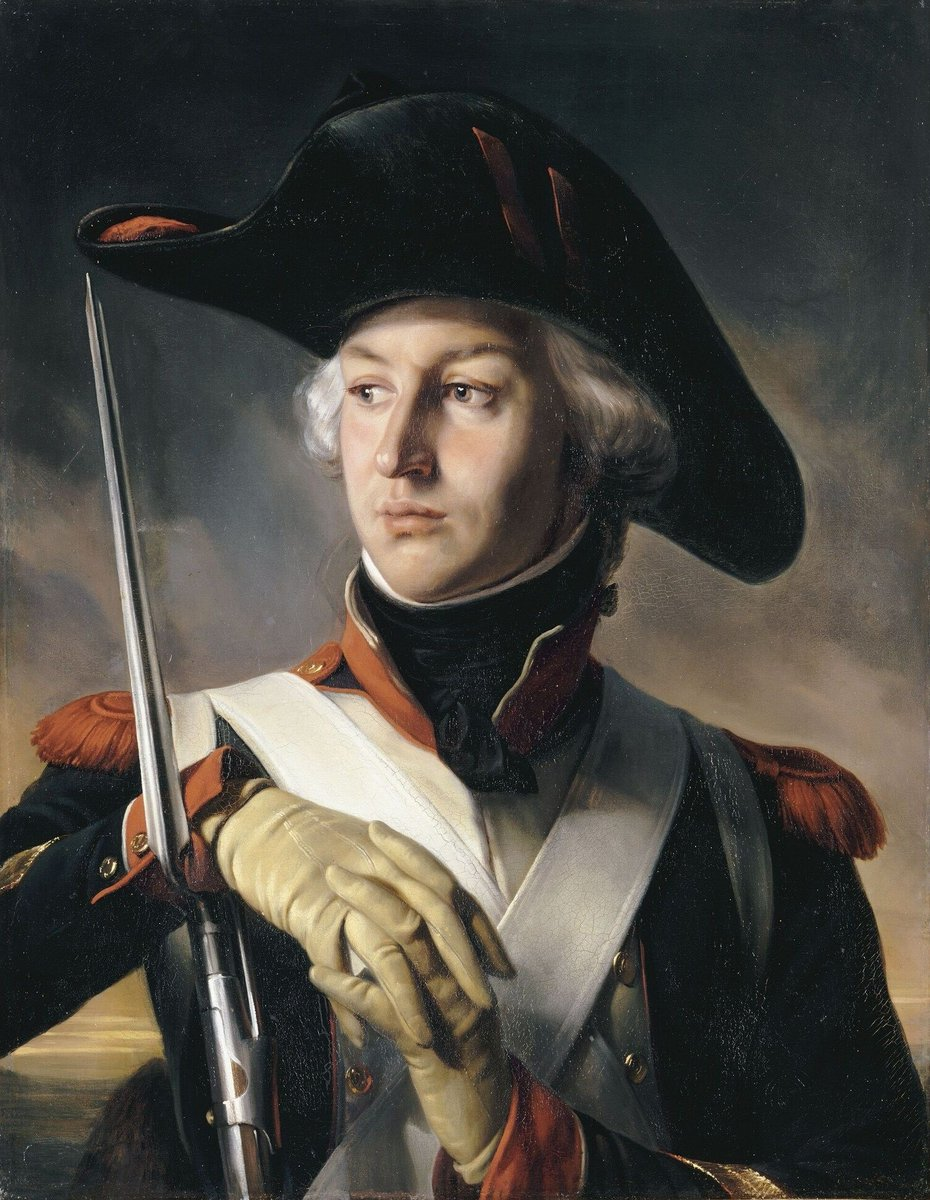
Jean-Andoche Junot

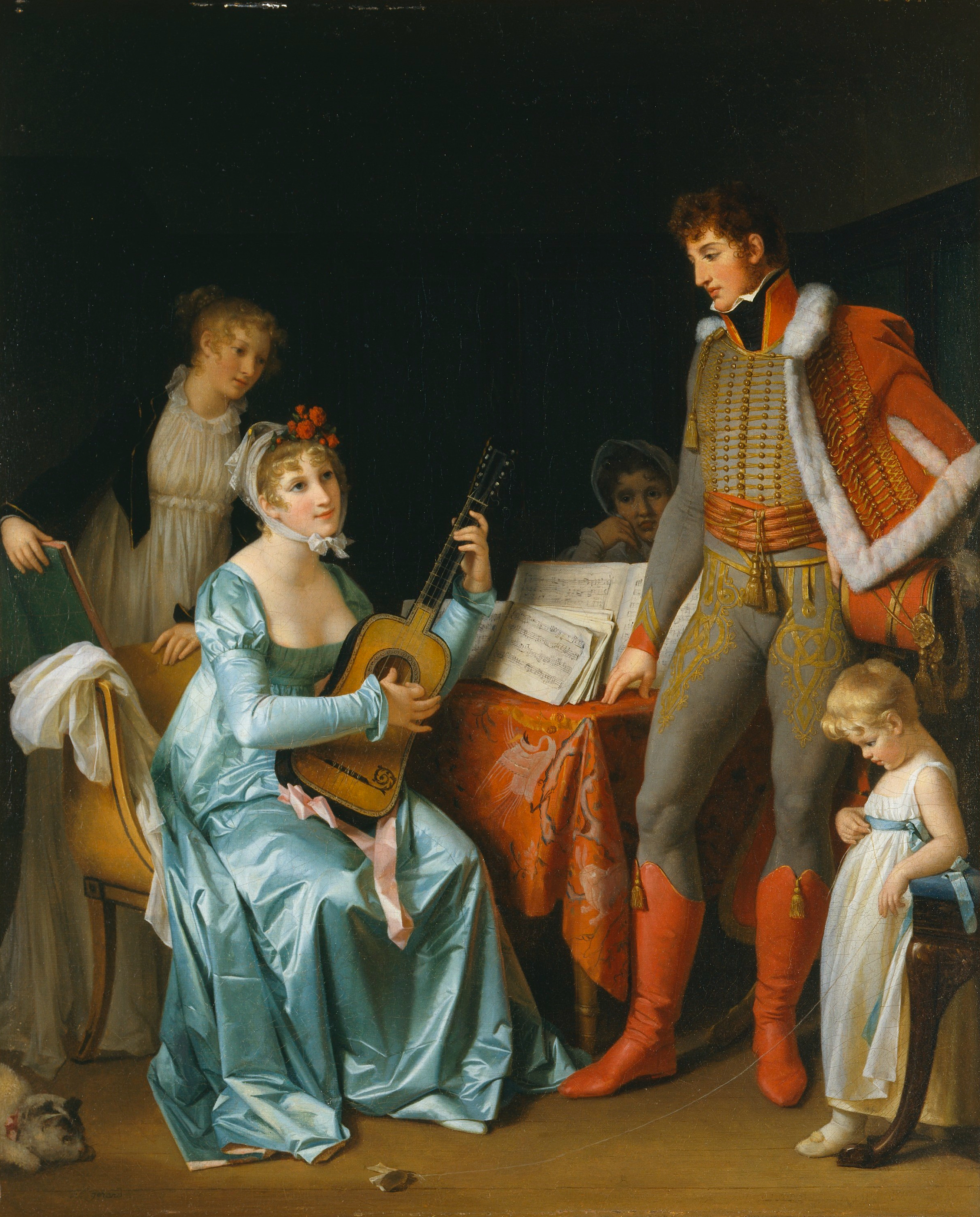
Junot en zijn vrouw Laure, ca. 1800.

Jean-Andoche Junot, als duc de l'Empire 1e hertog van Abrantes (Bussy-le-Grand, 23 oktober 1771 – Montbard, 29 juli 1813) was een Frans generaal tijdens de Franse revolutionaire en napoleontische oorlogen. Hij kreeg de bijnaam la Tempête ("de storm") wegens zijn wilde, onvoorspelbare karakter.
Junots werd onderscheiden met de Legioen van Eer. Zijn naam staat gegraveerd op de Arc de Triomphe in Parijs. De Avenue Junot in Parijs is naar hem vernoemd.

## Franse Revolutie
Junot studeerde rechten in Parijs toen de Franse Revolutie in 1789 uitbrak. Hij voegde zich in 1790 bij een vrijwilligersbataljon, raakte twee keer gewond en werd gepromoveerd tot sergeant. Tijdens het Beleg van Toulon in 1793 diende hij als secretaris van Napoleon Bonaparte. Het verhaal ging dat Junot de ontploffingen om hem heen negeerde en rustig Bonapartes bevelen bleef schrijven, waarbij hij liet weten dat hij geen zand nodig had om de inkt te laten drogen, omdat de aarde die neerdaalde door de explosies al genoeg was. Bonaparte raakte hiervan zo onder de indruk dat hij Junot tot zijn adjudant benoemde.
Toen Bonaparte in 1796 het bevel over de Franse troepen in Italië kreeg, volgde Junot hem naar Italië, waar hij in de rangen steeg tot kolonel. Junot volgde Bonaparte ook naar Egypte, waar hij promotie kreeg tot brigadegeneraal en gevangengenomen werd door de Britten. Bij Lonato in Italië raakte hij zwaargewond aan zijn hoofd. Door deze hoofdwond werd zijn karakter steeds meer onvoorspelbaar en labiel. Junot kreeg zware psychische problemen die uiteindelijk zijn dood zouden veroorzaken.

## Napoleontische tijd
Hij werd in 1801 gepromoveerd tot divisiegeneraal en benoemd tot militaire gouverneur van Parijs. Na een conflict met Napoleon stuurde de keizer hem in 1805 naar Lissabon als Franse ambassadeur, maar Junot keerde na korte tijd weer terug naar het leger en vocht in de Slag bij Austerlitz. In 1806, na een nieuwe ruzie met Napoleon, werd hij naar Parma gestuurd om daar een opstand neer te slaan, maar hij mocht in 1807 weer naar Parijs terugkeren om daar zijn positie als militaire gouverneur te hervatten.
Al snel stuurde Napoleon Junot weer weg uit Parijs. Hij kreeg het bevel over de Franse troepen tijdens de invasie van Portugal in 1807. Na de verovering van Lissabon in december 1807 werd Junot door Napoleon benoemd tot gouverneur van Portugal en verheven in de adellijke stand als eerste Duc d'Abrantès (Hertog van Abrantes). Na acht maanden brak een opstand in Portugal uit, gevolgd door een landing van Britse troepen onder bevel van Arthur Wellesley (de latere Hertog van Wellington). Junot werd compleet verslagen door Wellesley in de Slag bij Vimeiro op 21 augustus 1808 maar wist een wapenstilstand te tekenen en mocht zijn troepen uit Portugal evacueren met behoud van alle wapens, ammunitie en buit.
Hij vocht in de Vijfde Coalitieoorlog tegen Oostenrijk in 1809 en keerde een jaar later terug naar het Iberisch Schiereiland, waar hij zwaargewond raakte. Tijdens de Veldtocht naar Rusland werd hij ervan beschuldigd dat hij het Russische leger na de Slag bij Smolensk op 17 augustus 1812 had later ontsnappen. Tijdens de Slag bij Borodino op 7 september had hij het bevel over het 8e Korps.
In 1813 werd hij benoemd tot gouverneur van de Illyrische Provincies. Zijn psychische problemen waren echter zo erg geworden dat hij al na enkele maanden vertrok naar het huis van zijn vader in Montbard, waar hij in juli in een psychotische staat uit een raam sprong. Hij probeerde vervolgens zijn gebroken been met een keukenmes te amputeren. Enkele dagen later stierf hij aan een infectie aan zijn been.

## Huwelijk
Junot trouwde in 1800 met Laure Martin de Permond. Naast zijn huwelijk had Junot ook vele minnaressen, onder wie Caroline Bonaparte. Zijn vrouw Laure was een schrijfster en een bekende persoonlijkheid in de salons van Parijs. Ze werd vooral bekend om haar memoires, die ze schreef met hulp van Honoré de Balzac, haar minnaar vanaf 1828. De memoires werden in 1831-1834 in 18 delen uitgegeven.
Hij kreeg vier kinderen. De vierde en laatste hertog van Abrantes, Xavier Eugène Maurice Le Ray (1846-1900), was de man van Junots kleindochter Jeanne Joséphine Marguerite Junot d'Abrantès.
- Bibsys: 90868415
- Biblioteca Nacional de España: XX5130501
- Bibliothèque nationale de France: cb120014134 (data)
- Gemeinsame Normdatei: 119485125
- International Standard Name Identifier: 0000 0000 7730 5196
- Library of Congress Control Number: n85290990
- Nationale Bibliotheek van Polen: a0000002599872
- SNAC: w6fc5dw5
- Système universitaire de documentation: 028115171
- Virtual International Authority File: 100270669
- WorldCat: E39PBJw4DvDcxJgBpGGm3rGj4q